# Rufus (1975)
Rufus is een speelfilm uit 1975. De film is geregisseerd door Samuel Meyering en is gebaseerd op het boek Het Kille ontwaken van Anton Quintana, een van de vier boeken over de ex-gangster Rufus. 

Het verhaal is voor film bewerkt door Samuel Meyering en Arthur Benton. De dialogen zijn van Rogier Proper.

## Verhaal
Professionele gokker Rufus overtuigt zijn ex-vriendin Lillian hem te helpen een corrupte Casino eigenaar Marcel uit te kleden.

## Rolverdeling
| Acteur              | Personage      |
| ------------------- | -------------- |
| Rijk de Gooijer     | Rufus          |
| Cox Habbema         | Lilian         |
| Pleuni Touw         | Nicole         |
| John van Dreelen    | Marcel         |
| Yoka Berretty       | Therese        |
| Thomas Koolhaas     | Daan Scheffer  |
| Carol van Herwijnen | Broer Scheffer |
| Huib Colijn         | Broer Scheffer |

1896-1909 · 1910-19 · 1920-29 · 1930-39 · 1940-49 · 1950-59 · 1960-69 · 1970-79 · 1980-89 · 1990-99 · 2000-09 · 2010-19
· 2020-29